# Herbert Henck
Herbert Henck (* 28. Juli 1948 in Treysa, heute Schwalmstadt; † 17. Januar 2025 in Zeven) war ein deutscher Pianist.

## Leben
Herbert Henck wurde am 28. Juli 1948 als Sohn des Arztes Wilhelm Heinrich Helmut Henck (1920–1994) und seiner Frau Irmgard Maria Elisabeth Franziska, geborene Christel, (1925–1966) in Treysa geboren.
Seine pianistische Ausbildung begann er bei Doris Rothermund an der Staatlichen Hochschule für Musik und Darstellende Kunst Mannheim in Mannheim, wo er von 1959 bis 1966 auch das Karl-Friedrich-Gymnasium besuchte. Zur weiteren Ausbildung wechselte er nach Stuttgart, legte dort 1967 am Karls-Gymnasium das Abitur ab und begann ein Studium bei Arno Erfurth an der Hochschule für Musik und Darstellende Kunst, das er an der Hochschule für Musik und Tanz in Köln fortsetzte, wo Aloys Kontarsky und Wilhelm Hecker seine Lehrer waren. 1975 beendete er sein Studium mit dem Konzertexamen. Ab dieser Zeit arbeitete er als freischaffender Pianist.
In Konzerten widmete er sich fast ausschließlich der Musik des 20. Jahrhunderts, über die er zudem zahlreiche Schriften veröffentlichte. Er interpretierte insbesondere Werke des US-amerikanischen Komponisten Charles Ives.
Im Eigenverlag gab er zwischen 1980 und 1985 fünf Bände des Jahrbuchs Neuland – Ansätze der Musik zur Gegenwart heraus, in denen Beiträge von über hundert Autoren aus der ganzen Welt zusammengetragen sind und damit das breite Spektrum der Neuen Musik dargestellt ist.
Neben seiner internationalen Konzerttätigkeit als einer der wichtigsten Interpreten zeitgenössischer Musik hielt er regelmäßig Vorträge und hat an vielen Orten Meisterkurse gehalten.
Herbert Henck spielte über 50 Schallplatten und CDs ein, unter anderem Klavierwerke von George Antheil, Klarenz Barlow, Jean Barraqué, Pierre Boulez, John Cage, Georges I. Gurdjieff, Norbert von Hannenheim, Thomas de Hartmann, Josef Matthias Hauer, Charles Ives, Charles Koechlin, Federico Mompou, Alexander Mossolow, Conlon Nancarrow, Hans Otte, Arnold Schönberg, Karlheinz Stockhausen, Johann Ludwig Trepulka und Walter Zimmermann.
1986 wurde Henck mit dem Deutschen Kritikerpreis ausgezeichnet.
Herbert Henck war verheiratet und Vater einer Tochter.

## Auszeichnungen
- 1981 Förderpreis des Landes Nordrhein-Westfalen für Musik
- 1989 Schneider-Schott-Musikpreis Mainz gemeinsam mit Walter Zimmermann

## Schriften (Auswahl)
- Karlheinz Stockhausens Klavierstück X. Historie, Theorie, Analyse, Praxis, Dokumentation. Ein Beitrag zum Verständnis serieller Kompositionstechnik (Herrenberg 1976, 2. Aufl. u. engl. Übers. Köln 1980)
- Experimentelle Pianistik. Improvisation, Interpretation, Komposition. Schriften zur Klaviermusik 1982 bis 1992 (Mainz: Schott-Verlag, 1994)
- Fürsprache für Hauer. Hermann Heiß und die Hintergründe eines Briefes von Thomas Mann an Ellie Bommersheim im Jahre 1949 (Deinstedt: Kompost-Verlag, 1998)
- Klaviercluster. Geschichte, Theorie und Praxis einer Klanggestalt, Reihe "Signale aus Köln", Bd. 9 (Münster u. a.: Lit-Verlag, 2004)
- Norbert von Hannenheim. Die Suche nach dem siebenbürgischen Komponisten und seinem Werk (Deinstedt: Kompost-Verlag, 2007)
- Hermann Heiß. Nachträge einer Biografie.  Kompost, Deinstedt 2009, ISBN 978-3-9802341-6-0.
- Ellen Epstein (1898–1942). Eine jüdische Künstlerin aus Schlesien, 2007–2013 (abgerufen am 11. April 2014). Biografisches Material zur Pianistin Ellen Epstein